# Live from Paris
Live from Paris è un video live degli U2, registrato il 4 luglio 1987 all'Hippodrome de Vincennes di Parigi durante il The Joshua Tree Tour. Il 21 luglio 2008 è stato pubblicato in formato digitale sull'iTunes.
Il DVD è stato inserito nell'edizione deluxe box-set del 20º anniversario della pubblicazione dell'album The Joshua Tree.
Il repertorio è composto principalmente dagli album The Joshua Tree, The Unforgettable Fire e War sebbene vengano cantati un brano dell'album October (October) e due di Boy (I Will Follow', 'The Electric Co.).
Quasi tutto il concerto parigino è incluso ad eccezione delle reinterpretazioni di Stand by Me, C'Mon Everybody e Help!.

## Tracce
1. I Will Follow – 3:58
2. Trip Through Your Wires – 3:33
3. I Still Haven't Found What I'm Looking For (snippets: Exodus) – 5:26
4. MLK – 1:27
5. The Unforgettable Fire – 4:40
6. Sunday Bloody Sunday – 5:33
7. Exit – 4:12
8. In God's Country – 2:52
9. The Electric Co. – 4:32
10. Bad – 7:04
11. October – 2:04
12. New Year's Day – 4:44
13. Pride (In the Name of Love) – 4:55
14. Bullet the Blue Sky – 4:53
15. Running to Stand Still – 4:07
16. With or Without You – 9:59
17. Trash, Trampoline and the Party Girl – 4:11
18. 40 – 6:46

## Formazione
- Bono - voce, chitarra folk (I Still Haven't Found  What I'm Looking For, Running to Stand Still e With or Without You), chitarra elettrica (Exit e In God's Country), armonica a bocca (Trip through your wires e Running to Stand Still)
- The Edge - chitarra, pianoforte (New year's day, The Unforgettable Fire, Running to Stand Still e October), cori, basso (40), tastiera (MLK)
- Adam Clayton - basso, chitarra (40), cori (I Will Follow, Trip Through Your Wires, Bullet the Blue Sky e With or Without You)
- Larry Mullen Jr. - batteria, percussioni, cori